# Мястково (гміна)
Гміна Мястково (пол. Gmina Miastkowo) — сільська гміна у східній Польщі. Належить до Ломжинського повіту Підляського воєводства.
Станом на 31 грудня 2011 у гміні проживало 4350 осіб.

## Територія
Згідно з даними за 2007 рік площа гміни становила 114.84 км², у тому числі:
- орні землі: 62.00%
- ліси: 30.00%

Таким чином, площа гміни становить 8.48% площі повіту.

## Населення
Станом на 31 грудня 2011:
| Опис     | Загалом | Загалом | Чоловіки | Чоловіки | Жінки | Жінки |
| -------- | ------- | ------- | -------- | -------- | ----- | ----- |
| одиниця  | осіб    | %       | осіб     | %        | осіб  | %     |
| все      | 4350    | 100     | 2196     | 50.48    | 2154  | 49.52 |
| міське   | 0       | 100     | 0        |          | 0     |       |
| сільське | 4350    | 100     | 2196     | 50.48    | 2154  | 49.52 |

## Сусідні гміни
Гміна Мястково межує з такими гмінами: Жекунь, Збуйна, Леліс, Ломжа, Новоґруд, Снядово, Трошин.